# Pauline Hall
Pauline Hall   (Hamar, 2 d'agost de 1890 - Oslo, 24 de gener de 1969) va ser una compositora i crítica musical noruega. Va ser la presidenta fundadora de Ny Musikk (1938-1961) i presidenta de la International Society for Contemporary Music (1952-53).
Pauline Hall va néixer a Hamar a Hedmark, Noruega, filla de Isak Muus Hall (1849-1914) i de Magdalena Catharina Agersborg (1854-1934). El seu pare era un farmacèutic que operava diverses farmàcies a Hamar, Kabelvåg, les illes Lofoten i Tromsø. Des de 1908 va estudiar piano amb el compositor i pianista Johan Backer Lunde (1874-1958) a Kristiania (actual Oslo). Entre els anys 1910-1912, va estudiar la teoria i composició dels compositors clàssics i de l'educador musical Catharinus Elling. També va estudiar a París entre 1912 i 1914.
El debut de Pauline Hall com a compositora va tenir lloc el 1917 amb una vetllada de concerts a Oslo únicament amb les seves obres. Hall s'inicià com a compositora de romanços, però avui en dia les seves obres orquestrals, i en particular la Suite Verlaine de 1929, destaquen com a peces centrals de la seva producció compositiva. L'impressionisme i la literatura franceses es demostrarien ser fonts clau d'inspiració per a Pauline Hall, una afluència que no ressonaria necessàriament bé amb el sentiment de romanticisme nacional dominant de la dècada de 1930 a Noruega.
Al llarg de la seva carrera compositiva, Pauline Hall tindria un repte, introduir nous impulsos estilístics a l'escena musical noruega. A més de la seva producció orquestral, Hall també va compondre diverses obres corals i música per a produccions escèniques. També va tenir gran afició pel teatre, i va traduir diverses obres importants al noruec, com Soldier's Tale d'Igor Stravinsky i Le Roi David d'Arthur Honegger. El 1930, va traduir, escenificar i dirigir Die Dreigroschenoper (L'òpera dels tres rals) de Bertolt Brecht i Kurt Weill. Pauline Hall també va ser-ne directora per a la seva estrena a Oslo.
Va escriure música per a ràdio i va iniciar el quintet vocal de Pauline Hall el 1932. Entre 1934 i 1964 va treballar com a crítica musical al diari Oslo Dagbladet. Pauline Hall era coneguda per la crítica al diletantisme i els compositors nacionals superficials i la seva promoció de la música moderna.
El 1938 va ser la presidenta fundadora de Ny Musikk, la secció noruega de la International Society for Contemporary Music (ISCM). Va exercir com a presidenta de ISCM International entre 1952 i 533, i va assumir la direcció del Festival Internacional de Música de la ISCM a Oslo el 1953. Va exercir la presidència de Ny Musikk fins a 1961, quan va ser succeïda pel compositor Finn Mortensen.
Durant la seva vida Pauline Hall va rebre la medalla del mèrit reial (Kongens fortjenstmedalje) en or el 1938. Va morir a Oslo i va ser enterrada a Vestre gravlund.

## Obres
Pauline Hall va compondre obres orquestrals, música de teatre i cinema, música de cambra i obres vocals. Les composicions seleccionades inclouen:
- 1929 Verlaine Suite, per a orquestra
- 1933 Cirkusbilleder, per a orquestra
- 1949 Suite av scenemusikken til «Julius Caesar» på Nationaltheateret, per a orquestra
- Foxtrott, per a orquestra
- 1950 Markisen, ballet, estrena: 1964, Oslo, Den Norske Opera
- 1947 Ro ro te rara, per a cor d'homes
- En gutt gikk ut på elskovssti, per a cor d'homes, text: Gunnar Larsen
- Nachtwandler, per a 6 parts coral mixt i orquestra, text: Falke
- Til kongen, per a cor mixt
- To Wessel-tekster, per a cor d'homes, op. 7, text: Johan Herman Wessel
- 1945 Fangens aftensang, per a veu i piano
- 1961 Fire Tosserier, per a veu, clarinet, fagot, trompeta i trompa francesa,
- Du blomst i dug, per a veu i piano, text: Iens Petter Jacobsen
- Rondeau, per a veu i piano, text: E. Solstad
- Tagelied, per a veu i orquestra,
- Tango, per a veu i orquestra,
- To sanger, per a veu i piano, op. 4, text: Knut Hamsun Auerdahl
- 1945 Suite, per a quintet de vent,
- Liten dansesuite, per a oboè, clarinet i fagot.

La seva música ha estat gravada i emesa en CD, incloent-hi:
- Pauline Hall: Verlaine Suite/Julius Caesar Suite/Suite for Winds/4 Tosserier (June 26, 2007) Simax Records/Premiere, ASIN: B000027ALU